# Delco Electronics
Delco Electronics Corporation était une subdivision de General Motors basée à Kokomo dans l'Indiana. Le nom Delco venait de Dayton Engineering Laboratories Co., fondée à Dayton dans l'Ohio, par Charles Kettering et Edward A. Deeds (en) en 1909. Delco est à l'origine de plusieurs innovations dans les systèmes électriques pour automobile comme le dispositif d'allumage appelé Delco par abus de langage.